# Lidia Staroń
Lidia Ewa Staroń (Morąg; 7 de Junho de 1960 — ) é um político da Polónia. Ela foi eleito para a Sejm em 25 de Setembro de 2005 com 12188 votos em 35 no distrito de Olsztyn, candidato pelas listas do partido Platforma Obywatelska.